# Разрушенная башня (фильм)
«Разрушенная башня» (англ. The Broken Tower) — докудраматический чёрно-белый фильм 2011 года актёра, режиссёра и сценариста Джеймса Франко, снятый в качестве магистерской диссертации для курса кинопроизводства Нью-Йоркского университета о американском поэте Харте Крейне и названный по его одноимённой поэме.

## Сюжет
Хроника жизни Харта Крейна (Джеймс Франко) — поэта потерянного поколения, образно разделена на несколько «путешествий» — по названию его эротических стихов: молодой Крейн (Дэйв Франко) подслушав требовательный разговор своих родителей, совершает попытку самоубийства; став немного постарше он ночью уединяется с любовником в кабине грузовика; его страстные антиэлиотные чтения о том, что «мы все знаем, что жизнь это танец со смертью, но мы все еще можем сделать что-то с ним»; длительные вечера поэзии в степенном дамском клубе; различные творческие попытки в писательстве; роман с моряком (Майкл Шэннон); удручающая поездка в Париж; почитание Бруклинского моста и, наконец, его самоубийство — прыжок с корабля в Мексиканский залив после одной гетеросексуальной связи.

## В ролях
| Актёр           | Роль            |
| --------------- | --------------- |
| Джеймс Франко   | Харт Крейн      |
| Майкл Шэннон    | Эмиль           |
| Дэйв Франко     | молодой Харт    |
| Ричард Абэйт    | отец Крейна     |
| Бетси Франко    | мать Крейна     |
| Пол Мариани     | Альфред Стиглиц |
| Шандор Гаррисон | Горхам Мансон   |
| Стейси Миллер   | мистер Коули    |

## Производство и прокат
Фильм основан на книге-биографии Харта Крейна «The Broken Tower» 1999 года писателя Пола Мариани. Джеймс Франко столкнулся с именем Крейна, читая одну из книг Харольда Блума вскоре после окончания учёбы в Калифорнийском университете в Лос-Анджелесе и во время съёмок в фильме Николаса Кейджа — Сонни. Затем Франко открыл для себя поэзию Крейна и его личность, наткнулся на книгу Мариани и начал думать о съёмках фильма обо всём этом. Ему представился такой случай во время подбора темы для своей диссертации в Нью-Йоркском университете. Франко приобрел права на книгу Мариани, написал сценарий и принялся искать звезду для главной роли, однако Пол Дано и Джозеф Гордон-Левитт отказались, и он сам выступил в роли Крейна.
Премьера фильма состоялась 15 апреля 2011 года в Бостонском колледже, где Пол Мариани преподаёт английский язык. 20 июня фильм был показан на Лос-Анджелесском кинофестивале среди 200 художественных и короткометражных фильмов из более чем 30 стран. На показе, Джеймс Франко сказал, что делать небольшие, экспериментальные фильмы вместо коммерческих «гораздо веселее», отметив, что «сам Крейн сказал: „Если у меня есть всего шесть хороших читателей, этого для меня достаточно“», однако «я не хочу всего шесть зрителей, но я знаю, что это не обычное развлечение», но сделанное по «разумной цене», что позволит вернуть свои деньги обратно, и что, сделав этот фильм черно-белым, Франко дал себе «шанс стать чистым, каким могу быть, и подлинным, таким как могу быть».

## Критика
Критика фильма в значительной степени была отрицательной. Элизабет Вайцман из «The New York Daily News» сказала, что «для того чтобы оценить „Разрушенную башню“ необходимы два качества: вы должны быть преданным поклонником Джеймса Франко и иметь уже существующий интерес к поэту Харту Крейну. Как сценарист, режиссёр, продюсер, редактор, звезда и постоянно амбициозный актёр адаптировал историю Пола Мариани в решительно экспериментальном стиле. Это не оскорбление сказать, что черно-белый фильм выглядит как дипломный проект для степени в школе, так как он этим и является (степень магистра Франко в Нью-Йоркском университете)». Мелисса Андерсон из «The Village Voice» отметила, что Франко «совершает обычные грехи бальзамирующего литературного биографического фильма», а «Разрушенная башня является искренней, но дилетантской и неправильной». Найгел Смит из «Indiewire» заметил, что «чёрно-белое кино Франко, как поэзия Крейна, стало сложной задачей, нетрадиционной и четкой страстной работой», добавив, что «Крейн знал, что его поэзия была трудной. Он писал на очень сложном пути к цели, и я думаю, потому что он хотел, чтобы люди искали свой путь. Он не хотел чтения на поверхностном уровне. Я бы хотел, чтобы фильм изображал ту сторону Крейна, и чтобы структура и тон фильма отражали работу Крейна и его личность». Джастин Эшли из «International Business Times» сказал, что «Разрушенная башня» является «тонким биографическим фильмом с вплетёнными в него фрагментами стихов Крейна. Франко использует образы, речь и голос за кадром, чтобы передать такие стихотворения, как „Бруклинский мост“ и „Любовные письма моей бабушки“. Одной из основных задач для режиссёра стало изображение стихов, которые многим очень трудно понять». Фарран Смит Нехме из «New York Post» отметил, что «в качестве режиссёра, у Франко мало способностей к загадочности, даже в чтении стихов и писем за сценами. Когда Крейн разговаривает, спорит или занимается сексом с другими людьми, фильм иногда склоняется к жизни. Несмотря на похвальное желание Франко взбить скучный жанр, своему фильму он мог бы дать больше жизни и меньше искусства».